# سانتانا (گروه موسیقی)
سانتانا (انگلیسی: Santana) گروه موسیقی در سبک لاتین راک است که در اواخر دههٔ ۱۹۶۰ توسط کارلوس سانتانا ایجاد شد. این گروه در ابتدا با اجرای ترانه «قربانی روح» در وودستاک در سال ۱۹۶۹ به شهرت رسید. سانتانا با فروش ۶۰ میلیون اثر در فهرست پرفروش‌ترین هنرمندان موسیقی قرار دارد.